# Nowoamwrossijiwske
Nowoamwrossijiwske (ukrainisch Новоамвросіївське; russisch Новоамвросиевское/Nowoamwrossijewskoje) ist eine Siedlung städtischen Typs in der Oblast Donezk im Osten der Ukraine mit etwa 2200 Einwohnern.
Die Siedlung ist am Rande des Donezbecken, etwa 5 Kilometer nördlich der Rajonshauptstadt Amwrossijiwka sowie 47 Kilometer südöstlich vom Oblastzentrum Donezk gelegen.
Der Ort wurde 1896 gegründet und besitzt seit 1956 den Status einer Siedlung städtischen Typs. Im Ort gibt eine Zweigstelle des Amwrossijiwker Betonwerkes „Donzement“; dieses stellt hier Asbestzementrohre her. Ein früherer Name des Ortes ist Tschernowa (Чернова).
Seit Sommer 2014 ist die Siedlung als Folge des Krieges in der Ukraine in der Hand von prorussischen Separatisten der Volksrepublik Donezk.